# Bertalan Szőcs
Bertalan Szöcs (18 luglio 1934 – 22 maggio 2016) è stato uno schermidore ungherese, vincitore di una medaglia d'argento ed una di bronzo ai campionati mondiali di scherma.